# Dyomyx pavo
Dyomyx pavo är en fjärilsart som beskrevs av Walker 1858. Dyomyx pavo ingår i släktet Dyomyx och familjen nattflyn. Inga underarter finns listade i Catalogue of Life.